# Eduard Reimer

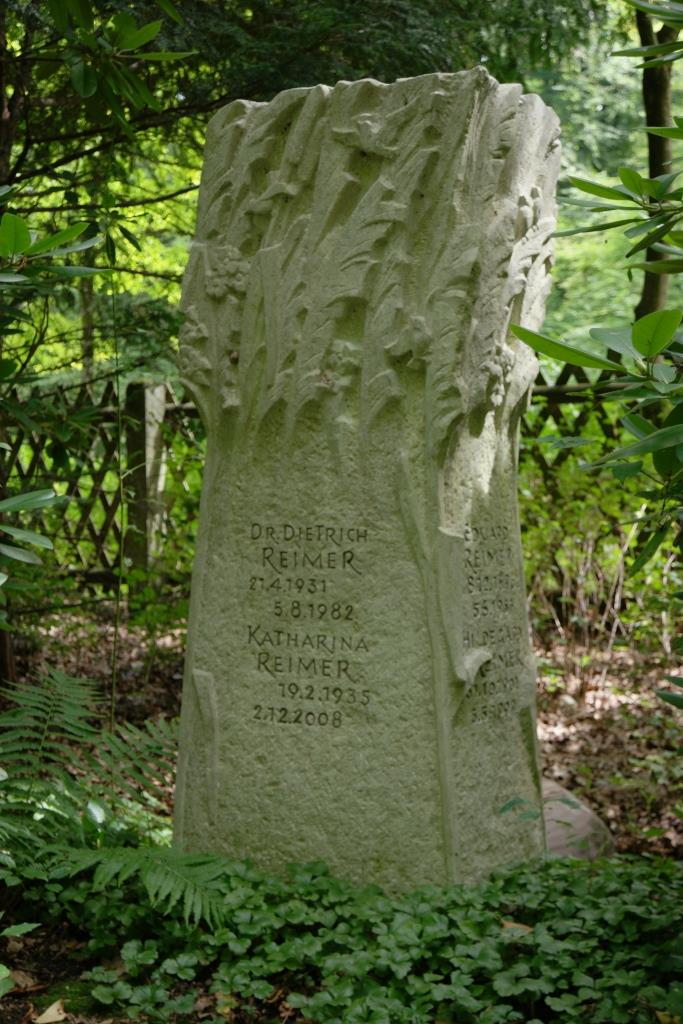
Grab von Eduard Reimer auf dem Waldfriedhof in München-Solln

Eduard Reimer (* 8. Dezember 1896 in Berlin; † 5. Juni 1957 in Nizza) war ein deutscher Jurist.

## Leben und Beruf
Eduard Reimer wurde am 8. Dezember 1896 in Berlin geboren. Er war ein Nachkomme Eduard von Simsons, des ersten Reichsgerichtspräsidenten. Reimer nahm am Ersten Weltkrieg teil und studierte Jura. Er wurde zum Dr. iur. promoviert und 1924 als Rechtsanwalt erst beim Landgericht Berlin, später beim Kammergericht zugelassen und spezialisierte sich auf Urheber- und Patentrecht. Als Rechtsanwalt arbeitete er in einer Sozietät mit Hermann Isay und Rudolf Isay zusammen, die sich in den zwanziger Jahren bereits einen Ruf als Kenner des Marken- und Urheberrechts erworben hatten. Während Dr. Rudolf Isay 1935 nach Brasilien auswanderte, blieben Dr. Hermann Isay und Reimer in Berlin zurück.
Bei seiner Berufstätigkeit war Reimer wegen der jüdischen Vorfahren unter nationalsozialistischer Herrschaft trotz der ausgewiesenen Fachkunde Nachteilen ausgesetzt. Da allerdings lediglich einer seiner Eltern jüdischer Herkunft war, galt Reimer gemäß den Nürnberger Gesetzen anders als seine Sozien Isay nicht als „Jude“, sondern lediglich als „jüdischer Mischling 1. Grades“, so dass er auch nach 1938 bis 1945 seine Rechtsanwaltszulassung behielt.
Nach Kriegsende setzten die Besatzungsbehörden Eduard Reimer als Oberamtsrichter am Amtsgericht Blankenburg in Blankenburg (Harz) ein, 1947 kehrte Reimer nach Berlin zurück und erhielt wieder die Zulassung als Rechtsanwalt und Notar. Reimer lehrte zugleich erst an der Humboldt-Universität, später an der Freien Universität. Am 1. Oktober 1949 wurde Reimer zum Präsidenten des in München wiedererrichteten Deutschen Patentamtes im Vereinigten Wirtschaftsgebiet ernannt, das ab 1950 Deutsches Patentamt hieß. 1952 übernahm Reimer zusätzlich die Leitung des bei der Münchner Ludwig-Maximilians-Universität gegründeten „Institutes für ausländisches und internationales Patent-, Marken- und Urheberrecht“, des heutigen Max-Planck-Institutes für Geistiges Eigentum, Wettbewerbs- und Steuerrecht. Reimer starb überraschend während der Diplomatischen Konferenz zur Revision des Madrider Markenabkommens in Südfrankreich. Als Präsident des Deutschen Patentamts folgte ihm Herbert Kühnemann nach.

## Werke
1933 verfasste Reimer einen Kommentar zum Wettbewerbs- und Warenzeichenrecht, der 1935 im Carl Heymanns Verlag erschien; die Restexemplare der ersten Auflage wurden vernichtet, weil Reimer Boykottaktionen gegen jüdische Geschäftsleute als sittenwidrigen Verstoß gegen die Generalklausel des § 1 des Gesetzes gegen den Unlauteren Wettbewerb beschrieb. 1955 veröffentlichte Reimer eine Monographie zur „Europäisierung des Patentrechtes“, 1956 gab er unter dem Titel „Beiträge zum Wettbewerbsrecht“ eine Festschrift zum 70. Geburtstag seines einstigen Sozius Rudolf Isay heraus. Reimer ist auch Begründer eines Kommentars zum Patentgesetz, der zuletzt 1968 in dritter Auflage erschien.